# Балтичи
Балтичи (на сръбски: Балтићи) е село в Босна и Херцеговина, разположено в община Соколац, в ентитета на Република Сръбска. Намира се на 871 метра надморска височина. Населението му според преброяването през 2013 г. е 425 души, от тях: 425 (100 %) сърби.

## Население
Численост на населението според преброяванията през годините:
- 1961 – 268 души
- 1971 – 282 души
- 1981 – 390 души
- 1991 – 185 души
- 2013 – 425 души